# Borolia subacrapex
Borolia subacrapex är en fjärilsart som beskrevs av Emilio Berio 1970. Borolia subacrapex ingår i släktet Borolia och familjen nattflyn. Inga underarter finns listade i Catalogue of Life.